# マイクロフォーマット
マイクロフォーマットはHTML（またはXHTML）ウェブページにおける、意味を表現するための小さなマークアップである。マイクロフォーマットには用途ごとに様々なものがある。
現在のHTML標準には記述の意味を埋め込むための構文が備わっている。マイクロフォーマットでは
- class
- rel
- rev

などのHTML属性が多用される。
通常のHTMLページにマイクロフォーマットを埋め込むことで、ウェブクローラなどのプログラムがイベント情報やレビューなどをウェブページ上から見つけ出すことができる。

## 背景
そもそも、ウェブのマークアップ言語であるHTMLは文書を表現するために開発された。しかし、ウェブが発展してくると、様々な種類の情報を共有するニーズが現れ、HTMLの意味マークアップ能力では力不足だと考えられるようになった。HTMLは情報を文書単位に構造化するので、例えば医療機関の電話番号を知りたいと思っても、現在一般的なWWW検索エンジンでは単語などの単位でしか検索できず、使いにくい。
マイクロフォーマットはこの問題に対して漸進的なアプローチを取り、HTMLに現実のニーズに応じた意味拡張を施すことを目指している。

## マークアップ例
例として、連絡先情報を記述する hCard のマークアップを示す。
```
<
address
 
class
=
"vcard"
>

   
<
span
 
class
=
"fn"
>
山田 太郎
</
span
><
br
>

   
<
span
 
class
=
"org"
>
株式会社マイクロフォーマット
</
span
><
br
>

   
<
span
 
class
=
"tel"
>
604-555-1234
</
span
><
br
>

   ※
<
a
 
class
=
"url"
 
href
=
"http://facebook.com/yamada.tarou"
>
フェイスブック
</
a
>
もご覧下さい。

</
address
>

```

この例には表示名（fn）、所属（org）、電話番号（tel）とURLが記述してあり、特定のクラス名で識別されている。そして全体が class="vcard" でラップされており、これらのクラスが hCard を構成していて、偶然に名づけられたものではないことを示している。この例は基本的なもので、hCard にはこの他のクラスも存在する。
このようにすることで、ソフトウェア、例えばブラウザプラグイン、が情報を抽出し、アドレス帳などの他のアプリケーションに渡すことができる。

## 一覧
マイクロフォーマットとその用途の不完全な一覧を載せる。
- hAtom（仕様） - 標準のHTML内にAtomフィードをつくる
- hCalendar（仕様） - イベント情報
- hCard（仕様） - 連絡先情報
- hReview（仕様） - 書評などのレビュー
- hResume（仕様） - 履歴書
- rel-directory（仕様） - 分散ディレクトリ
- rel-tag（仕様） - 分散型のタギング（フォークソノミー）
- xFolk（仕様） - ソーシャルブックマーク
- XFN - 友人関係など社会的ネットワーク
- XOXO - リストとアウトライン

この他にも提案されているマイクロフォーマットがいくつもある。詳細は外部リンク先を参照されたい。

## マイクロフォーマットの利用
HTMLとともにマイクロフォーマットを使うことで、アプリケーションから使える意味ある情報をもたらすことが出来る。これらは、ウェブクローラのようなオンラインデータを収集するアプリケーションや、電子メールクライアント、スケジュール管理ソフトなどといったデスクトップアプリケーションなどが該当するだろう。
Tails Export や Operator といったブラウザ拡張により、HTML中のマイクロフォーマットを検出し、Microsoft Outlook のような情報管理、カレンダーソフトウェアでも使えるフォーマットへ変換することが出来るようになっている。
マイクロソフトや他のソフトウェア会社が、今後のプロジェクトにマイクロフォーマットを組み込むことを表明している。

## マイクロフォーマットの作成
既存のマイクロフォーマットの多くは、microformat wiki で作成でき、ウェブ上の実例を収集する過程で、メーリングリストと連携していた。他のマイクロフォーマット（unAPI、rel=pavatar など）は、他の場所で提案、開発中である。